# Chiesa di San Biagio vecchia (Albiano)
La chiesa di San Biagio vecchia, anche nota come chiesa di San Biagio Vescovo e Martire, è una chiesa di Albiano e risale al XII secolo. La chiesa è stata parrocchiale sino alla consacrazione della nuova chiesa di San Biagio.

## Storia
Le origini della chiesa risalgono probabilmente al XII secolo ma è solo nel 1376 che viene documentata una prima chiesa ad Albiano dedicata a San Biagio. Un primo intervento di ricostruzione si ebbe tra gli anni 1526 e 1529, e le modifiche apportate in tale occasione presero a modello la chiesa di San Pietro a Cembra per quanto riguardava l'abside e la chiesa di San Nicolò a Sevignano per il portale. A partire da quel momento vennero aggiunte decorazioni ad affresco all'interno, quasi del tutto scomparse o nascoste.
Nel 1580 fu eretto il campanile. Dopo la metà del XVII secolo si procedette con ampliamenti del presbiterio, costruzione di una sacrestia e apertura di un nuovo portale. Nel secolo successivo si realizzò l'ampliamento dell'unica navata, vennero aggiunte due cappelle laterali e fu costruito l'altare maggiore in marmo.
Nel 1767 ebbe la dignità di chiesa parrocchiale e a partire dal XIX secolo la chiesa venne ancora restaurata, con l'erezione di una nuova e più ampia sagrestia e la riparazione dei danni subiti per calamità naturali (fulmini e forti temporali).
Negli anni precedenti il primo conflitto mondiale vennero consolidate le strutture murarie del presbiterio e della facciata, e si procedette alla tinteggiatura (che portò alla perdita di parti affrescate).
Dopo il primo conflitto vennero apportate nuove modifiche che ripristinarono alcune caratteristiche originali della chiesa, ridimensionandola. 
Nel periodo del secondo conflitto mondiale venne utilizzata come archivio, e vi furono trasferiti documenti dall'Archivio di Stato del capoluogo.
Nel 1975 la chiesa venne restaurata, fu recuperata parte degli antichi affreschi del presbiterio e del campanile, e venne riconsacrata. 
Il terremoto del 1976 portò danni, che richiesero nuovi interventi.